# فرودگاه اینز شیکرا
فرودگاه اینز شیکرا (به انگلیسی: INS Shikra) یک فرودگاه است. این فرودگاه در شهر بمبئی کشور هند قرار دارد.